# Sven Sester

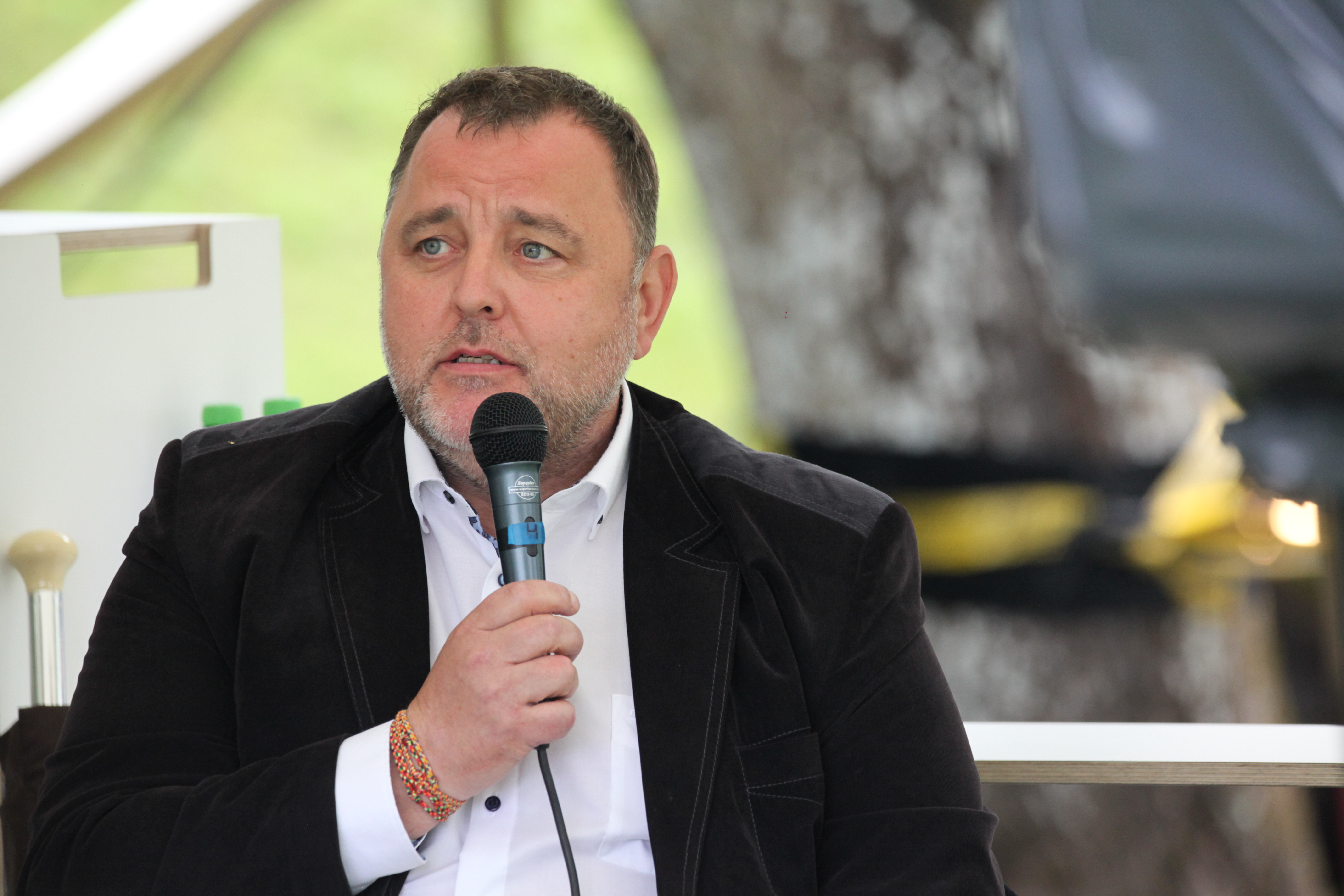
Sven Sester (2021)

Sven Sester (* 14. Juli 1969 in Tallinn, Estnische SSR) ist ein estnischer Politiker und Mitglied des Riigikogu (estnisches Parlament) für die konservative Partei IRL, Pro Patria ja Res Publica Liit. Vom 9. April 2015 bis 12. Juni 2017 war Sester Finanzminister der Republik Estland.

## Leben und Politik
Nach dem Abitur 1987 studierte er bis 1993 an der Technischen Universität Tallinn Wirtschafts- und Informationstechnologie.
Von 1990 bis 1991 arbeitete er als Informatiker beim Zentrum für öffentliche Meinungs-Forschung, danach von 1991 bis 1992 als Manager bei der „Selected Daily Mail“ sowie von 1992 bis 1999 zunächst als kaufmännischer Leiter, dann als Direktor und zuletzt als stellvertretender Vorsitzender der ERI Real Estate GmbH. Danach wurde er Vorstandsvorsitzender der Baltic Real Investments AG, der früheren ERI Real Estate GmbH. Von 2003 bis 2005 nahm er zudem den Vorsitz des Aufsichtsrates des estnischen Lottos ein. Des Weiteren agiert er seit 2007 als Mitglied des Firmenvorstandes der Roosikrantsi Hotell GmbH.
Seit 1999 ist er Mitglied der Partei „Pro Patria ja Res Publica Liit“. Von 2002 bis 2003 war er stellvertretender Vorsitzender des Finanzausschusses des Stadtrates Tallinn. Von 2003 bis 2007 gehörte er dem Parlament als stellvertretender Vorsitzender des Wirtschaftsausschusses an und seit 2009 wirkt er erst im Wirtschafts- und später als Vorsitzender im Finanzausschuss des Parlaments. Zudem ist er in seiner Partei Vorstandsmitglied und Vorstandsmitglied des Bezirks Tallinn der IRL.
Seit 9. April 2015 war Sven Sester in der Koalitionsregierung von Ministerpräsident Taavi Rõivas estnischer Finanzminister. Dasselbe Amt hatte er vom 23. November 2016 bis 12. Juni 2017 im folgenden Kabinett von Ministerpräsident Jüri Ratas inne.

## Privatleben
Sester ist verheiratet und hat vier Kinder. 